# Ищенка
Ищенка (укр. Іщенка) — село в Великоалександровской поселковой общине Бериславского района Херсонской области Украины.
Почтовый индекс — 74154. Телефонный код — 5532. Код КОАТУУ — 6520981503.

## Население
Население по переписи 2001 года составляло 273 человека.

### Языковой состав
Родной язык населения по данным переписи 2001 года:
| Язык       | Численность, чел. | Доля     |
| ---------- | ----------------- | -------- |
| Украинский | 264               | 96,70 %  |
| Русский    | 6                 | 2,20 %   |
| Другое     | 3                 | 1,10 %   |
| Итого      | 273               | 100,00 % |

## Местный совет
74121, Херсонская обл., Великоалександровский р-н, с. Брускинское, ул. Первомайская, 7